# Master of Orion (2015)
Master of Orion: Conquer the Stars es un videojuego en desarrollo, Se anunció el 9 de junio de 2015 mediante la publicación de un tráiler oficial en el canal de Youtube de Master of Orion, esta instancia de la serie es un resurgimiento de la franquicia con un nuevo juego de la mano de WargamingNet (creador de World of Tanks) y desarrollado por NGD Studios, en Argentina, algunos de los miembros clave del equipo original de Master of Orion han vuelto, respaldados por una épica banda sonora orquestal escrita por el compositor del juego original, David Govett.
La icónica experiencia “4X" del juego (explora, expande, explota y extermina) supondrá un gran desafío tanto para los nuevos jugadores como para los ya experimentados, que tendrán que encontrar el equilibrio entre fuerza bruta, diplomacia, dominio de recursos y mucho más para abrirse camino a través de la Galaxia. Estará disponible para Windows.